# Vietnam na Letních olympijských hrách 1980
Vietnam se účastnil Letní olympiády 1980 v Moskvě ve čtyřech sportech a zastupovalo jej 30 sportovců (22 mužů a 8 ženy). Byla to historicky první účast Vietnamu na LOH. Vietnam nezískal žádnou medaili.

## Seznam všech zúčastněných sportovců
| Číslo | Jméno                | Pohlaví | Věk | Sport             |
| ----- | -------------------- | ------- | --- | ----------------- |
| 1     | Dương Đức Thủy       | Muž     | 19  | Atletika          |
| 2     | Lê Quang Khải        | Muž     | 27  | Atletika          |
| 3     | Nguyễn Quyễn         | Muž     | 27  | Atletika          |
| 4     | Nguyễn Thị Hoàng Na  | Žena    | 24  | Atletika          |
| 5     | Trần Thanh Vân       | Žena    | 20  | Atletika          |
| 6     | Trần Thị Ngọc Anh    | Žena    | 22  | Atletika          |
| 7     | Trịnh Thị Bé         | Žena    | 24  | Atletika          |
| 8     | Chung Thị Thanh Lan  | Žena    | 18  | Plavání           |
| 9     | Hoàng Thị Hoà        | Žena    | 29  | Plavání           |
| 10    | Lâm Văn Hoành        | Muž     | 16  | Plavání           |
| 11    | Nguyễn Mạnh Tuấn     | Muž     | 33  | Plavání           |
| 12    | Nguyễn Thị Hồng Bích | Žena    | 16  | Plavání           |
| 13    | Nguyễn Ðăng Bình     | Muž     | 24  | Plavání           |
| 14    | Phạm Thị Phú         | Žena    | 16  | Plavání           |
| 15    | Phạm Văn Thành       | Muž     | 21  | Plavání           |
| 16    | Thương Ngọc Tơn      | Muž     | 20  | Plavání           |
| 17    | Tô Văn Vệ            | Muž     | 23  | Plavání           |
| 18    | Trần Dương Tài       | Muž     | 25  | Plavání           |
| 19    | Lê Minh Hiển         | Muž     | 27  | Sportovní střelba |
| 20    | Nghiêm Văn Sẩn       | Muž     | 40  | Sportovní střelba |
| 21    | Ngô Hữu Kính         | Muž     | 29  | Sportovní střelba |
| 22    | Nguyễn Quốc Cường    | Muž     | 30  | Sportovní střelba |
| 23    | Nguyễn Tiến Trung    | Muž     | 18  | Sportovní střelba |
| 24    | Nguyễn Đức Uýnh      | Muž     | 25  | Sportovní střelba |
| 25    | Phan Huy Khảng       | Muž     | 41  | Sportovní střelba |
| 26    | Nguyễn Kim Thiềng    | Muž     | 19  | Zápas             |
| 27    | Nguyễn Văn Công      | Muž     | 20  | Zápas             |
| 28    | Nguyễn Ðình Chi      | Muž     | 27  | Zápas             |
| 29    | Phạm Văn Tý          | Muž     | 25  | Zápas             |
| 30    | Phí Hữu Tình         | Muž     | 19  | Zápas             |